# Свинин, Вениамин Васильевич
Вениамин Васильевич Свинин (19.12.1926 — 04.09.2006) — слесарь механосборочных работ Кировского машиностроительного завода имени 1 Мая Министерства тяжёлого и транспортного машиностроения СССР, полный кавалер ордена Трудовой Славы (1990).

## Биография
Родился 19 декабря 1926 года в селе Пишнур, ныне Арбажского района Кировской области, в крестьянской семье. Русский.
Участник Великой Отечественной войны. В ноябре 1943 года в 17 лет призван Кировским райвоенкоматом. В Действующей армии — с июня 1944 года. Воевал в составе 669-го стрелкового полка 212-й стрелковой дивизии рядовым автоматчиком. В октябре 1944 года был ранен, вернулся в строй. Участвовал в боях за освобождение Варшавы и Польши, штурмовал Берлин. В одном из боёв захватил в плен 6 гитлеровцев, награждён медалью «За отвагу». После Победы ещё 5 лет служил в армии.
После демобилизации вернулся домой. В 1952 году пришёл работать на машиностроительный завод имени 1 Мая в городе Киров. Начинал учеником слесаря сборочного цеха. Затем вырос до слесаря механосборочных работ, сначала третьего, затем четвёртого разряда. Со временем возглавил бригаду сборщиков механосборочного цеха № 4. Его бригаде, как одной из лучших, всегда поручали осваивать новую продукцию. Благодаря рационализаторским предложениям и новшествам предлагаемых бригадиром постоянно снижалась трудоёмкость. Все члены бригады овладели смежными специальностями.
Указами Президиума Верховного Совета СССР от 21 апреля 1975 года и 31 марта 1981 года Свинин Вениамин Васильевич награждён орденами Трудовой Славы 2-й и 3-й степеней.
Указом Президиума Верховного Совета СССР от 10 июня 1986 года Свинин Вениамин Васильевич награждён орденами Трудовой Славы 1-й степеней. Стал полным кавалером ордена Трудовой Славы.
Активно участвовал в общественной работе: был членом цехкома, инспектором по технике безопасности и охране труда.
На заслуженный отдых ушёл в 1986 году, отдав родному заводу почти 35 лет трудовой биографии.
Жил в городе Киров. Скончался 4 сентября 2006 года. Похоронен Киров (город).

## Награды
- Орден Отечественной войны II степени (01.08.1986)[4]
- Ордена Трудовой Славы 1-й, 2-й, 3-й степеней: 3 ст. 21.04.1975 № 84555
2 ст. 31.03.1981 № 11724
1 ст. 10.06.1986 № 342

- Медаль «За отвагу» (04.06.1945)[3]
- Медаль «В ознаменование 100-летия со дня рождения Владимира Ильича Ленина» (6 апреля 1970)
- Медаль «За победу над Германией в Великой Отечественной войне 1941—1945 гг.» (9 мая 1945[5])[2]

>
- Медаль «За освобождение Варшавы» (09.06.1945)[2]
- Медаль «За взятие Берлина» (09.06.1945)[2]
- Медаль «За доблестный труд»
- Юбилейная медаль «Двадцать лет Победы в Великой Отечественной войне 1941—1945 гг.» (7 мая 1965[6])
- Юбилейная медаль «Тридцать лет Победы в Великой Отечественной войне 1941—1945 гг.»[7]
- Медаль «Сорок лет Победы в Великой Отечественной войне 1941-1945 гг.»[8]
- Медаль Жукова (1994)
- Юбилейная медаль «50 лет Победы в Великой Отечественной войне 1941—1945 гг.»[9]
- Юбилейная медаль «60 лет Победы в Великой Отечественной войне 1941—1945 гг.»
- Юбилейная медаль «65 лет Победы в Великой Отечественной войне 1941—1945 гг.»
- Медаль «Ветеран труда»
- Медаль «30 лет Советской Армии и Флота»[10]
- Юбилейная медаль «40 лет Вооружённых Сил СССР»[11]
- Юбилейная медаль «50 лет Вооружённых Сил СССР» (26 декабря 1967[12])
- Юбилейная медаль «60 лет Вооружённых Сил СССР» (28 января 1978[13])
- Юбилейная медаль «70 лет Вооружённых Сил СССР» (28 января 1988[14])

- Знак МО СССР «25 лет Победы в Великой Отечественной войне» (24 апреля 1970)

## Память
- На могиле установлен надгробный памятник.
- Его имя увековечено в Главном Храме Вооружённых сил России, и навсегда запечатлено на мемориале «Дорога памяти»